# Campeonato Panamericano de Béisbol Sub-23 de 2017
El Campeonato Panamericano de Béisbol Sub-23 de 2017 fue la primera edición de la competición de béisbol oficial para jugadores menores a 23 años, organizado por la Confederación Panamericana de Béisbol y que se disputara en Panamá, del 24 de noviembre al 3 de diciembre de 2017.
El evento tuvo como sede principal el Estadio Rico Cedeño de la ciudad de Chitré, (Herrera) . Con sedes alternas en los Estadio Omar Torrijos , en Santiago, (Veraguas) y el Estadio Remón Cantera, en Aguadulce (Coclé).
El torneo otorgó cuatro cupos para la Copa Mundial de Béisbol Sub-23 de 2018.

## Emparejamiento
La distribución de las selecciones y el calendario de la competencia fue presentada oficialmente el 15 de noviembre.
| Grupo A              | Ranking |             | Grupo B | Ranking |
| -------------------- | ------- | ----------- | ------- | ------- |
| Panamá (L)           | 15      | Cuba        | 5       |         |
| México               | 6       | Venezuela   | 9       |         |
| República Dominicana | 16      | Puerto Rico | 11      |         |
| Perú                 | 40      | Brasil      | 18      |         |
| Honduras             | 65      | Colombia    | 17      |         |
| Costa Rica           | 72      | Argentina   | 21      |         |

## Formato
Los 12 equipos serán divididos en dos grupos de seis equipos cada uno. Se jugará con el sistema de todos contra todos.
Para la segunda ronda los tres mejores de cada grupo clasifican a la Súper ronda; y los otros equipos clasifican a la Ronda de consolación. En esta fase, se arrastra los resultados obtenidos entre los equipos de cada grupo; y se pasan a disputar partidos contra los equipos del otro grupo, para completar cinco partidos. 
Los dos primeros de la Súper ronda disputan la final, y los ubicados en el tercer y cuarto lugar, disputan el tercer lugar.

## Ronda de apertura
Se disputarán entre el 24 y el 28 de noviembre.
- Los horarios corresponden al huso horario de Panamá (UTC -03:00)

### Grupo A
| México               | 4 | 1 | 0.800 | - |  |  |
| República Dominicana | 4 | 1 | 0.800 | - |  |  |
| Panamá               | 4 | 1 | 0.800 | - |  |  |
| Honduras             | 2 | 3 | 0.667 | 2 |  |  |
| Costa Rica           | 1 | 4 | 0.250 | 3 |  |  |
| Perú                 | 0 | 5 | 0.000 | 4 |  |  |
|                      |   |   |       |   |  |  |

     – Clasificados a la Súper ronda.

     – Clasificados a la Ronda de consolación.
| Fecha           | Juego | Hora  | Estadio     | Visitante            | Resultado | Local                |
| --------------- | ----- | ----- | ----------- | -------------------- | --------- | -------------------- |
| 24 de noviembre | 1     | 09:00 | Olmedo Solé | Costa Rica           | 14-0      | Perú                 |
| 24 de noviembre | 4     | 13:00 | Rico Cedeño | Honduras             | 0-10      | República Dominicana |
| 24 de noviembre | 6     | 20:00 | Rico Cedeño | México               | 3-6       | Panamá               |
| 25 de noviembre | 7     | 09:00 | Rico Cedeño | Perú                 | 7-8       | Honduras             |
| 25 de noviembre | 11    | 14:00 | Rico Cedeño | República Dominicana | 4-10      | México               |
| 25 de noviembre | 12    | 19:00 | Rico Cedeño | Panamá               | 29-0      | Costa Rica           |
| 26 de noviembre | 13    | 09:00 | Rico Cedeño | Costa Rica           | 1-4       | Honduras             |
| 26 de noviembre | 17    | 14:00 | Rico Cedeño | México               | 16-0      | Perú                 |
| 26 de noviembre | 18    | 19:00 | Rico Cedeño | República Dominicana | 5-4       | Panamá               |
| 27 de noviembre |       |       |             | Costa Rica           | 1-10      | México               |
| 27 de noviembre |       |       |             | Perú                 | 1-13      | República Dominicana |
| 27 de noviembre |       |       |             | Honduras             | 2-3       | Panamá               |
| 28 de noviembre |       | 10:00 | Rico Cedeño | México               | 18-0      | Honduras             |
| 28 de noviembre |       | 14:00 | Rico Cedeño | República Dominicana | 13-3      | Costa Rica           |
| 28 de noviembre |       | 19:00 | Rico Cedeño | Panamá               | 17-0      | Perú                 |

### Grupo B
| Venezuela   | 4 | 1 | 0.800 | - |  |  |
| Puerto Rico | 4 | 1 | 0.800 | - |  |  |
| Cuba        | 3 | 2 | 0.600 | 1 |  |  |
| Brasil      | 2 | 3 | 0.400 | 2 |  |  |
| Colombia    | 2 | 3 | 0.400 | 2 |  |  |
| Argentina   | 0 | 5 | 0.000 | 4 |  |  |
|             |   |   |       |   |  |  |

     – Clasificados a la Súper Ronda.

     – Clasificados a la Ronda de consolación.
| Fecha           | Juego | Hora  | Estadio       | Visitante   | Resultado | Local       |
| --------------- | ----- | ----- | ------------- | ----------- | --------- | ----------- |
| 24 de noviembre | 2     | 09:00 | Remon Cantera | Argentina   | 1-16      | Cuba        |
| 24 de noviembre | 3     | 09:00 | Omar Torrijos | Brasil      | 1-5       | Venezuela   |
| 24 de noviembre | 5     | 13:00 | Remon Cantera | Puerto Rico | 10-0      | Colombia    |
| 25 de noviembre | 8     | 09:00 | Omar Torrijos | Colombia    | 8-0       | Argentina   |
| 25 de noviembre | 9     | 09:00 | Remon Cantera | Venezuela   | 3-1       | Puerto Rico |
| 25 de noviembre | 10    | 14:00 | Remon Cantera | Cuba        | 2-0       | Brasil      |
| 26 de noviembre | 14    | 09:00 | Omar Torrijos | Puerto Rico | 9-0       | Argentina   |
| 26 de noviembre | 15    | 09:00 | Remon Cantera | Brasil      | 6-5       | Colombia    |
| 26 de noviembre | 16    | 14:00 | Rico Cedeño   | Cuba        | 0-2       | Venezuela   |
| 27 de noviembre |       |       |               | Puerto Rico | 4-1       | Brasil      |
| 27 de noviembre |       |       |               | Argentina   | 8-9       | Venezuela   |
| 27 de noviembre |       |       |               | Colombia    | 4-5       | Cuba        |
| 28 de noviembre |       | 10:00 | Omar Torrijos | Argentina   | 2-9       | Brasil      |
| 28 de noviembre |       | 10:00 | Remon Cantera | Venezuela   | 3-4       | Colombia    |
| 28 de noviembre |       | 14:00 | Remon Cantera | Puerto Rico | 3-1       | Cuba        |

## Ronda de consolación
Se disputará del 30 de noviembre al 2 de diciembre.
| Equipo     | G | P | Av    | Dif |
| ---------- | - | - | ----- | --- |
| Brasil     | 3 | 0 | 0.000 | -   |
| Colombia   | 2 | 1 | 0.000 | -   |
| Honduras   | 2 | 1 | 0.000 | -   |
| Argentina  | 1 | 2 | 0.000 | -   |
| Costa Rica | 1 | 2 | 0.000 | -   |
| Perú       | 0 | 3 | 0.000 | -   |

| Fecha           | Juego | Hora | Visitante  | Resultado | Local      |
| --------------- | ----- | ---- | ---------- | --------- | ---------- |
| 29 de noviembre |       |      | Argentina  | 27-8 (8i) | Honduras   |
| 29 de noviembre |       |      | Colombia   | 17-1      | Costa Rica |
| 29 de noviembre |       |      | Perú       | 0-10      | Brasil     |
| 30 de noviembre |       |      | Colombia   | 13-0      | Honduras   |
| 30 de noviembre |       |      | Costa Rica | 0-15      | Brasil     |
| 30 de noviembre |       |      | Perú       | 2-5       | Argentina  |
| 1 de diciembre  |       |      | Argentina  | 10-0      | Costa Rica |
| 1 de diciembre  |       |      | Brasil     | 15-1      | Honduras   |
| 1 de diciembre  |       |      | Perú       | 0-10      | Colombia   |

## Súper ronda
Se disputará del 29 de noviembre al 1 de diciembre.
| Equipo               | G | P | Av    | Dif |
| -------------------- | - | - | ----- | --- |
| Venezuela            | 5 | 0 | 1.000 | -   |
| México               | 3 | 2 | 0.667 | 1   |
| República Dominicana | 3 | 2 | 0.333 | 2   |
| Puerto Rico          | 2 | 3 | 0.333 | 2   |
| Panamá               | 2 | 3 | 0.667 | 1   |
| Cuba                 | 0 | 5 | 0.000 | 3   |

     – Jugarán título panamericano sub-23.

     – Jugarán por el tercer puesto.
| Fecha           | Juego | Hora | Visitante            | Resultado | Local                |
| --------------- | ----- | ---- | -------------------- | --------- | -------------------- |
| 29 de noviembre |       |      | México               | 14-5      | Puerto Rico          |
| 29 de noviembre |       |      | República Dominicana | 0-2       | Venezuela            |
| 29 de noviembre |       |      | Cuba                 | 0-2       | Panamá               |
| 30 de noviembre |       |      | Cuba                 | 7-10      | República Dominicana |
| 30 de noviembre |       |      | Venezuela            | 14-3      | México               |
| 30 de noviembre |       |      | Puerto Rico          | 14-8      | Panamá               |
| 1 de diciembre  |       |      | Venezuela            | 5-3       | Panamá               |
| 1 de diciembre  |       |      | México               | 6-3       | Cuba                 |
| 1 de diciembre  |       |      | República Dominicana | 10-5      | Puerto Rico          |

## Tercer lugar
| 3 de diciembre de 2017, 18:00 (UTC-7) | Puerto Rico | 17 – 1 | República Dominicana | Estadio Rico Cedeño, Chitré, Panamá |  |

## Final
| 4 de diciembre de 2017, 18:00 (UTC-7) | Venezuela | 3 – 1 | México | Estadio Rico Cedeño, Chitré, Panamá |  |

| Bandera de Venezuela |
| Campeón Venezuela    |
| Primer título        |

## Posiciones finales
La tabla muestra la posición final de los equipos, el récord, y la cantidad de puntos que sumaran al ranking WBSC de béisbol masculino.
| Pos                            | Equipo               | Record | Ranking | Calificación |
| ------------------------------ | -------------------- | ------ | ------- | ------------ |
|                                | Venezuela            |        | 60      | Copa Mundial |
|                                | México               |        | 55      |              |
|                                | Puerto Rico          |        | 50      |              |
| 4                              | República Dominicana |        | 45      |              |
| Eliminados en la súper ronda   |                      |        |         |              |
| 5                              | Cuba                 |        | 40      |              |
| 6                              | Panamá               |        | 35      |              |
| Eliminados en la primera ronda |                      |        |         |              |
| 7                              | Colombia             |        | 31      |              |
| 8                              | Brasil               |        | 26      |              |
| 9                              | Argentina            |        | 21      |              |
| 10                             | Honduras             |        | 16      |              |
| 11                             | Perú                 |        | 11      |              |
| 12                             | Costa Rica           |        | 6       |              |

## Clasificados

### Copa Mundial de Béisbol Sub-23 de 2018
| Venezuela | México | Puerto Rico | República Dominicana |